# Longitarsus symphyti
Longitarsus symphyti är en skalbaggsart som beskrevs av Heikertinger 1912. Longitarsus symphyti ingår i släktet Longitarsus, och familjen bladbaggar. Arten har ej påträffats i Sverige.